# Florencio Roselló Avellanas
Florencio Roselló Avellanas O. de M. (ur. 10 stycznia 1962 w Alcorisa) – hiszpański duchowny katolicki, arcybiskup metropolita Pampeluny i Tudeli od 2024.

## Życiorys

### Prezbiterat
Święcenia kapłańskie otrzymał 24 sierpnia 1986 w Zakonie Najświętszej Marii Panny Łaskawej. Po święceniach pracował jako kapelan szpitalny i jako przełożony klasztoru w Elche. W  latach 2003–2015 był przełożonym hiszpańskiej prowincji zakonnej. Po ustąpieniu z urzędu prowincjała został gwardianem klasztoru w Castellón oraz dyrektorem wydziału ds. duszpasterstwa penitencjarnego przy hiszpańskiej Konferencji Episkopatu.

### Episkopat
9 listopada 2023 papież Franciszek mianował go arcybiskupem metropolitą Pampeluny i Tudeli.
27 stycznia 2024 otrzymał święcenia biskupie w Katedrze w Pampelunie. Głównym konsekratorem był kardynał Juan José Omella Omella.
29 czerwca 2024 w bazylice św. Piotra na Watykanie odebrał od papieża Franciszka paliusz.